# Brasilaphthona lineolata
Brasilaphthona lineolata es un coleóptero de la familia Chrysomelidae.
Fue descrita científicamente por primera vez en 1876 por Harold.